# Jacco Vonhof
Jacco Vonhof (Enschede, 3 oktober 1969) is een Nederlands ondernemer en bestuurder. Op 3 september 2018 volgde hij Michaël van Straalen op als voorzitter van MKB-Nederland.

## Loopbaan
Vonhof is geboren in Enschede en opgegroeid in Zwolle. Hij heeft van 1983 tot 1989 het atheneum gevolgd op de Thorbecke SG in Zwolle en studeerde van 1989 tot 1991 rechten aan de Rijksuniversiteit Groningen.
In 1993 begon Vonhof voor zichzelf als glazenwasser. De eenmanszaak in Zwolle bouwde hij door de jaren uit tot het middelgrote schoonmaakbedrijf Novon Schoonmaak. Begin 2016 heeft Novon Schoonmaak het bedrijf Vlietstra Speciaal Schoonmaak overgenomen.
Op 6 december 2021 hield Vonhof de vierde EW Economie-lezing van de redactie van Elsevier Weekblad onder de titel "De visie van een glazenwasser", ook verschenen in boekvorm ISBN 9789463480963.

## Bestuursfuncties
Vonhof is de afgelopen jaren in verschillende (bestuurs)functies binnen en buiten het bedrijfsleven actief geweest. Zo was hij onder meer voorzitter van VNO-NCW Midden (2013 - 2018), bestuurslid van brancheorganisatie OSB (schoonmaakbedrijven) waarvoor hij ook de cao-onderhandelingen deed en lid van de Centrale Raad van de Kamer van Koophandel.
Huidige functies:
- Voorzitter MKB-Nederland
- Lid dagelijks bestuur en SER
- Lid dagelijks bestuur Stichting van de Arbeid
- Bestuurslid Bankraad Nederlandsche Bank
- Bestuurslid Maatschappelijk Overleg Betalingsverkeer (MOB)
- Bestuurslid Nationaal Platform Criminaliteitsbeheersing (NPC)
- Bestuurslid Internationaal Strategisch Overleg (ISO NL)
- Bestuurslid Koning Willem I Stichting
- Lid landelijke adviesraad UWV
- Lid Raad van Toezicht Stichting PUM
- Comité van aanbeveling Nazorgcentrum Intermezzo, Zwolle
- Lid Raad van Toezicht Museum de Fundatie, Zwolle

Ambassadeur van:
- Sportief Zwolle
- de Nacht van de Nacht

## Privé
Vonhof is getrouwd en heeft twee kinderen. 

## Prijzen en onderscheidingen
- Ondernemer van het Jaar Regio Zwolle (2004)
- Ridder in de orde van Oranje Nassau, Kanselarij der Nederlandse Orden (2012)
- Ten Hag Prestatieprijs (2019)